# غزو بني إسرائيل أرض كنعان
غزو بني إسرائيل أرض كنعان أو الاستيلاء على كنعان، أو الغزو الإسرائيلي للأرض، أو غزو كنعان أو الاستيلاء على الأرض، هي تسميات لمناقشة أصول بني إسرائيل ومرحلة الانتقال من العصر البرونزي المتأخر إلى العصر الحديدي المبكر في أرض كنعان ضمن الدراسات العهدينية وكذلك في علم آثار الشرق الأدنى القديم. شهد القرن العشرين م، تواجهت مدرستان في البداية: ففي حين وصف ألبريشت ألت الاستيلاء على الأراضي بأنه تسلل سلمي في الغالب لشبه البدو إلى الأراضي المزروعة (نموذج التسلل). وصفه وليام فوكسويل أولبرايت بأنه غزو عسكري. ووفقًا لإيكارت أوتو Eckart Otto يتطلب نموذج أولبرايت "إعادة تفسير للاكتشافات الأثرية" من أجل إثبات أن روايات العهديني موثوقه تاريخيًا.
يرى العديد من المفسرين وفق منهج النقد التاريخي صورة عملية الغزو العسكري الموحد في سفر يشوع على أنها إنشاء أدبي من فترة لاحقة ويؤرخون نصوص الغزو إلى النصف الثاني من القرن الثامن ق.م على أبعد تقدير، عندما كانت مملكة إسرائيل ومملكة يهوذا تعانيا بالفعل من خسارة الأراضي وخطر النفي. ويشير سفر القضاة إلى تعايش مثير بين المجموعات الإثنية المختلفة في منطقة الاستيطان في كنعان.
يناقش علم آثار الشرق الأدنى موضوع "الاستيلاء على الأراضي" بفرضيات مختلفة حول أصول بني إسرائيل. إذ شككت اللُقى الجديدة من أوائل العصر الحديدي (حوالي 1200-1000 ق.م) في نموذج الغزو المبني على العهد القديم، والذي بموجبه ظهر بني إسرائيل كقوة نشطة في مصر، وغزوا كنعان من الخارج وأثبتوا نفسهم ضد المجموعات الإثنية هناك. وعليه يضيف علم آثار الشرق الأدنى إلى نموذج التسلل ضمن كنعان نتيجة قيام أشباه البدو بنقل المراعي بجوار مدن كنعان، نموذج الثورة ضمن كنعان الناتج عن انتفاضات الريفيين العبيرو ضد مدن كنعان. ويربط النموذج التطوري الأحدث تغير المراعي بانهيار الثقافة الحضرية الكنعانية، التي مكنت أشباه البدو من الاستقرار.

## روايات العهد القديم
تبدأ قصص الآباء في سفر التكوين (تك 12-50) بالوعد بالأرض، وبالتالي تمهد الطريق للنصوص اللاحقة حول الاستيلاء على الأرض. إذ يعد يهوه، إله إسرائيل، إبراهيم بنسل كثير في تك 12: 1-7 وبالأرض التي يعيش إبراهيم فيها حينها غريبًا. ويؤكد يهوه هذا الوعد لإبراهيم في في مواضع عدة أخرى، ومن ثم لابنه إسحاق في تك 26: 3؛ ولاحقًا لحفيده يعقوب في تك 28: 13 و 35: 12. من تك 50: 24 فصاعدًا، يعلن يهوه مرارًا وتكرارًا أنه سيقود بني إسرائيل الذين أصبحوا شعبًا في مصر إلى الأرض الموعدة (خروج 3: 8، 17؛ 6: 8؛ 32: 13). ويكأد باستمرار على أنها هبة ربانية، وليست إنجازًا بشريًا.
تتبع قصة غزو الأرض كجزء من المفهوم التوراتي عن نشأة إسرائيل قصتا الخروج من مصر والتيه. وبينما ظل غامضًا في البداية ما سيحدث لسكان كنعان المحليين، فإن إرسال الجواسيس (عد 13-14) يشي بغزو عسكري. ثم يُعلن في عد21 عن أولى عمليات الاستيلاء على الأراضي في ضفة الأردن الشرقية، وفي عد 32 سيجري توزيعها على قبائل إسرائيل الاثني عشر. ثم يصف سفر يشوع بالتفصيل الاستيلاء على ضفة الأردن الغربية ويتابع يش11: 23 توزيعها. تمر هذه الملاحظات الإطارية عبر التوراة بأكملها وتربطها أدبيًا بنصوص الاستيلاء على الأراضي، وتسمي يهوه دائمًا تقريبًا باعتباره الفاعل الوحيد الذي "يقود" أو "يُصعِد" بني إسرائيل إلى الأرض التي أعطاها لهم، و"يطرد" أو "يُهجِّر" سكانها المحليين. ومثل قصص الآباء، تصف هذه النصوص في المقام الأول "هبة الأرض" التي تجعل "استيلاء الإسرائيليين على الأرض" ممكنًا ومطلوبًا.

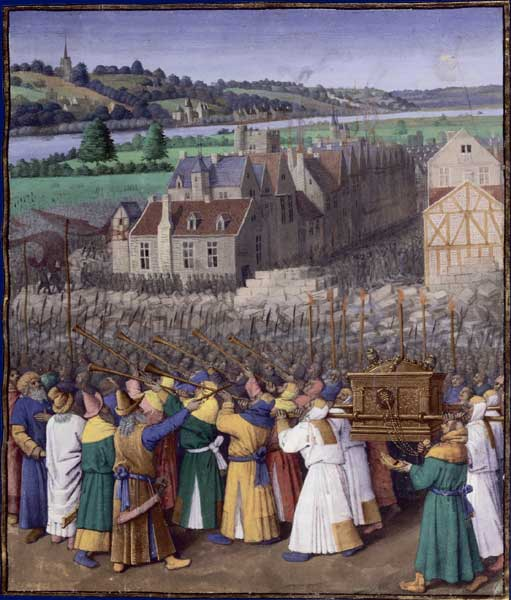
سقوط أريحا

يصف سفر يشوع مجرى الغزو العسكري لدول المدن الكنعانية بالحيل والإبادة (التحريم هو المصطلح التوراتي للإبادة). هكذا فإن مدينتا أريحا ( يش 6) و عاي ( يش 8: 14-29 ) غُزيتا ودمرتا وقتل كل سكانهما. وقد تبع ذلك بحسب يش 10 أيضًا بفتوحات مماثلة أبيد فيها السكان المحليين بناءً على أوامر يهوه. وهذا يتناقض مع الاسترجاع (فلاش باك) الموجود في يش 24: 11-12، والذي صُمم على أنه خطاب إلهي: هناك نجد، أرسل يهوه الزنابير التي طردت السكان من أريحا. وبحسب خر 23: 28-30، طردت الزنابير سكان البلاد تدريجيًا حتى أصبح عدد بني إسرائيل كافيًا للسيطرة على البلاد. ودُمجت قصة الزنابير في ملخص غزو الأرض تث 7: 16-26 (الآية 20). هنا أيضًا، يُفترض حدوث عملية استيلاء أطول (الآية 22). ولم تُبذل أي محاولة لحل التناقض بين إبادة سكان البلاد أو طردهم. بالإضافة إلى ذلك، وحسب يش 9، توصل سكان جبعون إلى معاهدة مع الإسرائيليين وبالتالي نجوا من الإبادة التي كانت مُبيتة لهم بالفعل.
قصة أن يشوع "أخذ الأرض كلها" وفقًا لسفر يشوع 11: 23 تناقضها قائمة المناطق الكثيرة من كنعان التي لم يستولي عليها في يش 13: 1-6. كما تظهر مرويات عن توزيع المناطق المفتوحة أن الكنعانيين في الضفة الشرقية ( يش 13: 13) وفي منطقة قلب كنعان، على سبيل المثال في اورشليم، ظلوا يعيشون "إلى هذا اليوم" (يش 15: 63، 16: 10، 17: 12-13). ويكمل سفر القضاة هذه الاستثناءات ويصف الاستيلاء على الأراضي، الذي سبق أن أعلن نجاحه، بأنه فاشل. لذلك، بحسب قض 1: 19، لم يكن بإمكان سبط يهوذا أن يحتل سوى جبال يهوذا، وليس السهل. ويسرد قض1: 22-36 ما لم تتمكن قبائل المملكة الشمالية اللاحقة من غزوه. وبحسب قض 2: 1-6، تجاهل الإسرائيليون أمر يهوه السابق بعدم عقد عهود مع شعب الأرض (خروج 23: 32؛ تثنية 7: 2)؛ لهذا السبب أمهلهم. ونتيجة لذلك، عاش الإسرائيليون "في وسط الكنعانيين والحِثَِّيِّينَ والأموريين والفَرِزِّيِّينَ والحويين واليبوسيين"، وليس بقايا هذه الشعوب في وسط الإسرائيليين (قض 3: 1-5). وهذا يبطل الادعاء الوارد في يش11: 23 بأن غزوًا كاملًا لكنعان جرى في حملة واحدة مظفرة.
تشكل هذه المجاميع الإسمية أسماءً لكل المجموعات الإثنية في الأراضي الزراعية. في تك 10: 15-19 يظهر "كنعان" باعتباره "الأب" (مصطلح جامع) لكل الشعوب الأخرى في المنطقة. رغم أن تحديد مواقعها تم فقط للحويين (في جبعون) واليبوسيين (في القدس) وأُكِد على أنهم لا يزالون موجودين. لم يُذكر في أي مكان طرد الشعوب الأخرى فبعض أسمائهم تظهر فقط في القوائم. وتتميز جميعها باستمرار عن الشعوب المجاورة لبني إسرائيل في الفترة الملكية. وبناء على ذلك، فإن مؤلفي هذه النصوص لم يكن لديهم سوى ذكريات غامضة عن شعوب كنعان السابقة. ولم تعد هذه موجودة في وقت كتابة النص.
إن عرض سفر يشوع لاستيطان بني إسرائيل في كنعان على نحو غير تاريخي كحملة إبادة يمكن تفسيره من خلال مماثلات تاريخية، وحال المؤلفين ونواياهم اللاهوتية حين كُتب النص، إذ اتبعوا مخططًا شرقيًا قديمًا لعدّ الملكية الحالية للأراضي، مشيئة إلههم: فهو يأمر بإخضاع الأرض وإبادة السكان السابقين إذا قاوموا الفتح. تتجلى مثل هذه الأيديولوجية الحربية في نقش ميشع الموآبي بالإضافة إلى العديد من النقوش الملكية وتقارير حملات الإمبراطورية الآشورية الحديثة (كلاهما من القرن التاسع ق.م). من هذه الأمثلة أخذ مؤلفو العهد القديم فكرة الإبادة "التحريم بالعبرية" التي أمر بها يهوه في تث 20: 16-18 وجرى تنفيذها على السكان المحليين بحسب يش 6: 21؛ 8: 24-25؛ 10:10.28-30؛ 11:1.14. تؤكد هذه النصوص أن يهوه بنفسه يقود الحرب ويحقق النصر. إذ يُقدم غزو أريحا على أنه احتفال عبادي. بالإضافة إلى ذلك، فإن معظم القصص في يش 1-11 هي إتيولوجيا تهدف إلى شرح حالة معينة لاحقًا: فمدينة عاي دمرت في أواخر العصر البرونزي ولم يعرفها بنو إسرائيل إلا "ككومة من الركام". كانت مملكة إسرائيل مهددة منذ حوالي عام 850 ق.م بفقدان أرضها أمام الآشوريين المتقدمين، الذين دمروا في نهاية المطاف مملكة إسرائيل وأجلوا أجزاء كبيرة من السكان (انظر إعادة التوطين القسري في الإمبراطورية الآشورية ). في هذا الوضع، بحسب فولكمار فريتز Volkmar Fritz، أكدت النصوص على أن "الأعداء ليس لهم مكانة أمام الله باعتباره قائد الحرب الفعلي." وذلك لتشجيع قراءهم في ذلك الوقت على عدم التخلي عن "ممتلكاتهم الموروثة" حتى في مواجهة الحرب.
كما أُثبت الاستيطان التدريجي للقبائل التي نمت معا لاحقا لتشكيل بني إسرائيل في المساحات بين دول المدن الكنعانية من خلال الاكتشافات خارج الكتاب المقدس. لذلك، تعتبر صورة كتاب يشوع للغزو الحربي وإبادة السكان السابقين بناء أيديولوجيا.

### تأريخ
بحسب (1مل 6: 1)، حدث الخروج قبل 480 عامًا من بناء هيكل سليمان، أي اعتمادًا على تاريخ حكم سليمان حوالي 1460/1440 ق.م، جرى الغزو في أواخر القرن الخامس عشر ق.م. المعلومات الزمنية في سفر القضاة تضيف ما يصل إلى 410 سنة لزمن القضاة وحدهم،، وربما أيضًا في أواخر القرن السادس عشر ق.م، أي في المرحلة المبكرة من العصر البرونزي المتأخر.
رغم ذلك، منذ فترة طويلة في المناقشات اللاهوتية والتاريخية يؤرخ غزو الأراضي إلى أواخر القرن الثالث عشر ق.م، أي قرب نهاية العصر البرونزي المتأخر. ويُقبل ذلك على الرغم من المشاكل التاريخية الموضحة فيما يلي.

## الاكتشافات الأثرية

### الحفريات
وفقا للمعلومات الواردة في سفر العدد، غزا الإسرائيليون الأماكن التالية في الضفة الشرقية للأردن:
- حُرْمَةَ، بحسب سفر العدد 21: 3 أبادوها/حرموها فدعي "اسْمُ الْمَكَانِ حُرْمَةَ" (مرة أخرى في سفر القضاة 1: 17).
- جميع مدن الأموريين في الضفة الشرقية. بحسب عد 21: 25، استقر بنو إسرائيل هناك ". في حشبون وجميع مدنها".
- يعزِير في موآب وقراها (عدد 21: 31وما يليها).
- بعد معركة قرب أَدرعي في أرض باشان (عدد 21: 33-35) جرى استيطان مدينتا موآب وباشان على الفور من قبل قبائل رأوبين وجاد وأجزاء من منسى.

وبحسب الروايات فإن معظم الأماكن المذكورة جرت السيطرة عليها وإبادة سكانها، ولكن لم تُدمر. وبحسب سفر يشوع فقد دمرت أو حرقت الأماكن التالية:
- أريحا (يش 6)؛
- عاي (يش 8)؛
- مَقِّيدَة (يش 10: 28)؛
- حبرون (يش 10: 36 وما يليها). وفقًا ليشوع 15: 13-17، استولى كالب أو عُثْنِيئِيلَ لاحقًا على حبرون مرة أخرى لسبط يهوذا، لذلك من غير الوارد أنه وجد المكان مدمرًا.
- حاصور (يش 11: 11). لكن، وفقًا لقضاة 4، جرى احتلال حاصور بواسطة دبوره فقط ولم تُدمر.

وورد احتلال الأماكن التالية دون ذكر تدميرها:
- لِبنَةَ (يش 10: 29 )؛
- لخيش (يش 10: 31 وما يليها)؛
- عَجْلون (يش 10: 34)؛
- دَببر(يش 10: 38).
- يذكر سفر يشوع 12 أسماء 31 مدينة هزم يشوع ملوكها، بما في ذلك تلك المذكورة أعلاه. وهذا يتناقض مع المعلومات الواردة في سفر القضاة والتي تفيد بأن بني إسرائيل لم يتمكنوا من احتلال بعض هذه المدن في زمن يشوع: بما في ذلك أورشليم (قض 1: 20)، وجازر (قض 1: 29)، وتعنك ومجدو ودور (قض 1: 27). قض 1: 22 وما يليها يخبرنا عن الاستيلاء على بيت إيل.

- جرى موضعة حرمة مبدئيًا بخربة المشاش وتل الملح بسبب القرب المكاني المفترض من عراد ؛ نظرًا لقربها من تل الشريعة، والتي يمكن تعينها بموقع صقلج، هناك المزيد من الأدلة على تحديد موقعها بتلة مستوطنة تل حليف، والتي يتبناها نداف نعمان، من بين آخرين.
- حشبون مع تل حشبا ؛
- يَعْزِيرَ ؛ ياهَص أو يهصه
- الدبير في تل الربود.
- غالبًا ما يتم تحديد مَقِّيدَة بـخربة القم ؛
- "لِبنَة " أي "المكان الأبيض"، ربما يكون اسم مكان يتكرر عدة مرات. يش 10: 29 المكان المذكور في في سياق مَقِّيدَةَ جرى مؤخرًا تحديده مبدئيًا بتل بورنا، حيث تجري جامعة أرئيل حفريات؛[9]
- ديبون ( عدد 32: 3 وغيره) حُدد بشكل آمن نسبيًا بتل ذيبان.
- عجلون: تجري مناقشة تحديد موقع مستوطنة تل الحسي في سفلة (تلال الخليل) لهذه المدينة، على افتراض أن الاسم القديم للمكان محفوظ في خربة عجلان المجاورة.

لم يُعثر على أي آثار للتدمير أو استيطان جديد من العصر البرونزي المتأخر في أي من المواقع التي جرى تحديدها. مدينة كنعانية واحدة فقط دمرت في تل العميري في القرن الثالث عشر ق.م. ؛ ولم يتم التعرف على اسمها ولا مُولم يكشف اسمها القديم أو من دمرها بعد. كما لم توجد آثار للدمار واسع النطاق في مدن غرب نهر الأردن مثل الخليل والدبير في القرن الثالث عشر ق.م.
وفقا لكاثلين كينيون، تأسست أريحا حوالي عام 1550 ق.م. ودُمرت وظلت موجودة حتى عام 1300 ق.م كقرية غير محصنة فحسب، ثم هُجرت وبقيت غير مأهولة لحوالي 1000 عام. وكجميع الأماكن الكنعانية، لم يكن بها أسوار للمدينة. وقد حاول مؤرخون مبكرون تفسير عدم وجود آثار لسور أريحا بـ "التأثيرات البيئية" أو "تآكل التربة". لكن الأبحاث الأحدث تنأى بنفسها في الغالب عن "استيلاء" الإسرائيليين على أريحا.
قرية عاي المسكونة منذ حوالي 3000 ق.م. ودمرت حوالي عام 2400 ق.م، و أعيد بناؤها حوالي 1200 ق.م. مثل القرى الأخرى في المنطقة الجبلية، ربما على يد سكان السهل الساحلي الذين فروا إلى الجبال هربًا من شعوب البحر (انظر أيضًا انهيار العصر البرونزي ). هُجِرت عاي حوالي عام 1050ق.م. ولا توجد آثار لمزيد من الدمار خلال 150 عامًا منذ إعادة بنائها.
فقط حاصور تعرضت لدمار موثق في القرن الثالث عشر ق.م. وظهرت آثار حريق شديد في القصر الكنعاني الذي جرى التنقيب فيه؛ وشُوّهت العديد من التماثيل ذات الأصل المصري فيه. إلا أن عالم الآثار أمنون بن تور אמנון בן תור، الذي شارك في أعمال التنقيب، لا ينسب ذلك إلى بني إسرائيل. اسم ملك حاصور يابينُ المذكور في يش 11: 1 والقضاة 4 موثق باسم ابني على لوح مسماري أكدي. ويعتقد أن الاسم يشير إلى سلالة حكمت حاصور من حوالي 1900 إلى 1700 ق.م (قبل فترة طويلة من الفترة المُفترضة "للاستيلاء على الأراضي").
في حين أنه بالكاد دُمر أي مكان في كنعان بشكل واضح في أواخر العصر البرونزي، فإن عدد المستوطنات القروية الجديدة هناك، وأيضا في المناطق الجبلية الشمالية، زاد بشكل كبير في أوائل العصر الحديدي. يفسر الآثاريون هذا التراجع في ثقافة كنعان الحضرية ليس بالفتوحات من الخارج، ولكن بتراجع قوة مصر، التي هيمنت على المنطقة حتى ذلك الحين. عندها فقط ظهرت الإثنية الإسرائيلية في كنعان. يقول إريك زنجر Erich Zenger إن إجماع الأبحاث الأثرية حول تاريخ إسرائيل المبكر هو: “لم يكن هناك قط غزو عسكري للأرض كحملة قام بها بني إسرائيل المكون من اثني عشر سبطًا ولا إبادة جميع سكان البلاد. ويأتي ذلك من معرفتنا بأصول بني إسرائيل التي بموجبها تشكلت إسرائيل في القرن الثاني عشر ق.م. كـ "مجتمع مختلط"، معظم أعضائه لم يأتوا من الخارج، ولكنهم كانوا موجودين بالفعل في البلاد."

### عبيرو
في عام 1887م اكتشف حوالي 379 رسالة من رسائل العمارنة الموجهة إلى الفرعون أمنحتب الثالث. (1388-1350 ق.م) توثق الهيمنة المصرية على دويلات المدن في كنعان وصراعات الأمراء التابعين المحليين فيما بينهم ومع المجموعات الاجتماعية شبه الرحل. أطلق كاتبو الرسائل على هؤلاء اسم عبيرو وصوروهم دائمًا على أنهم لصوص وقطاع طرق ونهابون ومبتزون، وذلك أيضًا من أجل التقليل من الصراعات مع ملوك المدن الآخرين وإثبات الولاء المخلص للفرعون. تظهر جماعات العبيرو أيضًا في العديد من النصوص الأخرى في الألفية الثانية ق.م باعتبارها منبع للمشاكل لدول المدن. وبعد تراجع الثقافة الحضرية في كنعان واستيطان المنطقة الجبلية، لم تعد تظهر في المصادر منذ ذلك الوقت. ولذلك فمن المفترض أن هذه المجموعات شاركت في هذه الاضطرابات وساعدت في تأسيس المستوطنات الجديدة والسكن فيها.
قد يكون المصطلح التوراتي "العبرانيين" مرتبطا لغويا بجذر الكلمة "عبر"، لكن العبيرو لم يكونوا مجموعة عرقية، وكان اسمهم منتشرا في جميع أنحاء الشرق الأدنى قبل وقت طويل من ظهور دليل على وجود بني إسرائيل. تذكر لوحة تذكارية لأمنحوتب الثاني أن 3600 من العبيرو قد جرى ترحيلهم. كان هذا المصطلح يستخدم غالبًا في النصوص المصرية للإشارة إلى العبيد أو عمال السخرة أو الزراعيين، ويظهر المصطلح في نصوص من أوغاريت وبابل وماري ونوزي وألالاخ أيضًا لأشباه البدو الذين جرى استخدامهم كعمال أو مرتزقة للخدمات العسكرية.

### لوحة مرنبتاح

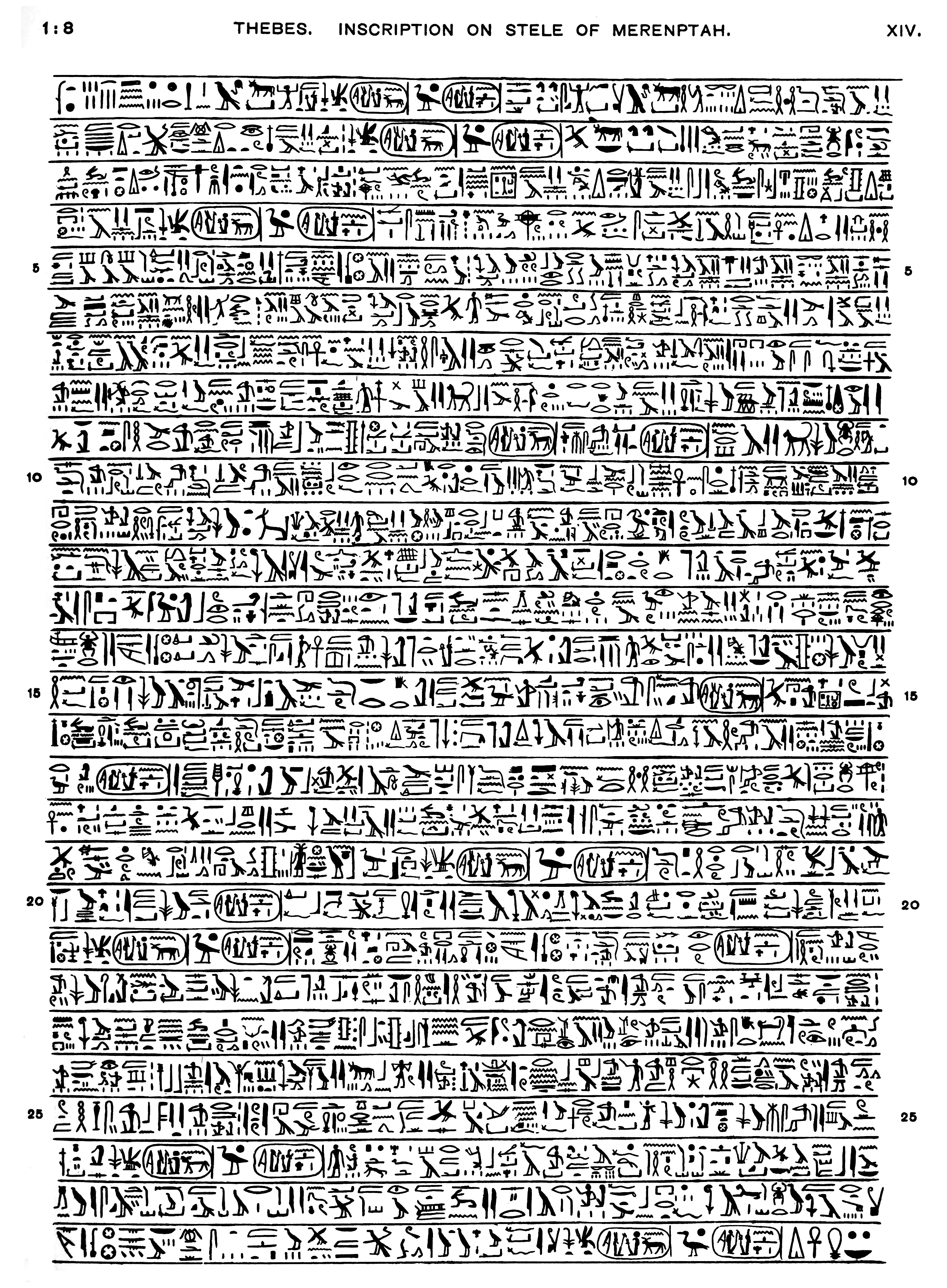
رسم معكوس عموديًا لنصب النصر لمرنبتاح (F. Petrie)

لوحة مرنبتاح التي عثر عليها عام 1896م، هي جزء من أغنية النصر نحو عام 1208 ق.م. تحتوي ربما على أقدم دليل معروف من خارج العهد القديم على اسم "إسرائيل": "أضحت يسرائيل بورًا ولم يعد لها زرعًا". الاسم هنا يقع بين أسماء المناطق والمدن المهزومة في كنعان وسوريا. وبما أنه لا يوجد دليل آخر على حملة مرنبتاح في هذه المنطقة، فمن غير الواضح ما هو نوع النصر المقصود هنا. ومع ذلك، تُستبعد إسرائيل ككيان أو مملكة لأن الصياغة تشير إلى إسرائيل باعتبارها "شعبًا"، والأسماء المجاورة "كنعان" باعتبارها "بلاد" و"عسقلان" كموقع.
إيمكن أن تعني كلمة "زرع" "بذرة" أو "نسل". وهذا يترك الباب مفتوحا حول ما إذا كانت هذه المجموعة مستقرة وأين كان مقرها. لذلك ربما عاشت في كنعان قبل حكم رمسيس الثاني (أي قبل الوقت الذي عادة ما يتم فيه تأريخ الخروج) ونظراً للسياق، يمكن (على الرغم من رمز "الناس") أن تشير إلى منطقة أو إلى مجموعة لم تستقر بعد، ومن ثم تكون متوافقة مع عملية "الاستيلاء على الأراضي".

### مسح أثري
أجريت مسوحات أثرية واسعة النطاق (تقصي) في إسرائيل لأول مرة بعد عام 1950 م تحت إشراف يوحنان أهاروني. فانطلقت في مناطق الضفة الغربية بعد حرب 1967، ثم جرى توسيعها لاحقًا لتشمل مناطق عديدة في فلسطين.
تعتمد الطريقة على التقصي في مساحات واسعة: تتجول مجموعات من الآثاريين في منطقة الدراسة ويسجلون جميع الآثار المرئية على سطح الأرض التي تشير إلى الاستيطان البشري: شذوذات طبوغرافية، ملامح الحواجز والجدران، القطع الفخارية والصوان وغيرها. ومن ثم تُرتب زمنيًا وتُصنف نمطيًا. تتيح هذه الطريقة إنتاج صور شاملة للمنطقة قيد التقصي، والتي لا تشير إلى مواقع فردية فقط بل يمكن أن توفر معلومات مهمة حول التقنيات الزراعية وأنماط الاستيطان. علاوة على ذلك، يوفر التقصي الموحد لمنطقة بيانات للتقييمات الإحصائية وتحليلات نظم المعلومات الجغرافية. ربما تكون بقايا المواقع التي شُغلت لفترة قصيرة قد دمرت بسبب التآكل أو لأسباب أخرى، لكن مثل هذه التحليلات توفر مع ذلك تقديرات نسبية جيدة للتغيرات العامة خلال فترات محددة.
على أساس عمليات التقصي، جرى تحديد تغييرات كبيرة في عدد وحجم وسكان المستوطنات الكنعانية في الفترة الانتقالية من العصر البرونزي المتأخر (القرن 16 إلى القرن 13/ 12 ق.م) إلى العصر الحديدي الأول (القرنين 12 إلى 11 ق.م).. وفقًا لإسرائيل فينكلشتاين ونداف نعمان ولورانس د. ستاغر Stager ووليام ديفر Dever، فإن الفرضيات تنتج الصورة التالية للتطور الديموغرافي (يقدر عدد السكان البدو، الذين لا يؤخذون في الاعتبار في الحسابات، بنسبة 10٪ إلى 15 ٪ من إجمالي السكان المذكور. ) :
| القرن | المستوطنات الكنعانية | المستوطنات الكنعانية | سكان كنعان        | سكان كنعان      |
| القرن | المجموع              | الجبال               | المجموع           | الجبال          |
| ----- | -------------------- | -------------------- | ----------------- | --------------- |
| 16    | 270a                 | 240a                 | 140.000a          | 37000a          |
| 13    | 100a / 88b           | 29a c 36b            | 70.000a / 50,000b | 12000a c        |
| 12-11 | 687b                 | 254c 318b            | 150.000b          | 40.000c 50,000d |
| 8     | -                    | 500e                 | -                 | 160,000e        |

- a إسرائيل فينكلشتاين، نيل آشر سيلبرمان Silberman: من البداوة إلى الملكية (مقتبس في ويليام ديفر: من هم الإسرائيليون الأوائل؟ ص 156 وما يليها).
- b ل. ستاغر: صياغة الهوية (مقتبس في ويليام ديفر: من هم الإسرائيليون الأوائل، ص 98).
- c إسرائيل فينكلشتاين: علم الآثار في مستوطنة بني إسرائيل، مقتبس في ويليام ديفر: من هم الإسرائيليون الأوائل. ص 97 وما يليها.
- d وليام ديفر: من هم الإسرائيليون الأوائل، ص 98 وما يليها.
- e هـ إسرائيل فنكلستين، نيل آشر سيلبرمان: لا أبواق أمام أريحا، ص 131.

وفقا لستاغر، فإن 93٪ من جميع المستوطنات المأهولة في المرتفعات الفلسطينية في القرنين 12 و 11 ق.م كانت قرى جديدة غير محصنة. وكان معظمهم مأهولا لعدة أجيال حتى فترة مملكة إسرائيل. بالنسبة لهذه المستوطنات، التي يشار إليها على أنها إسرائيلية مبكرة أو أولية، وضعت عدة خصائص تُفسرعلى أنها علامات على تماثل إثني لسكان هذه المنطقة. عادة ما تكون المناطق المأهولة عبارة عن قرى صغيرة غير محصنة (حوالي 100 نسمة)، تتجمع منازلها في كتل مكونة من كتلتين أو ثلاث ذات جدران مشتركة ومرافق مشتركة في بعض الأحيان. إن تصنيف هذه المنازل - المؤلفة من 3 إلى 4 غرف وفناء مقسم إلى أعمدة حجرية (بيت الأربع غرف) - ليس له نظير في العصرين الكنعاني البرونزي والحديدي الأول، ويشير إلى تنظيم اجتماعي قائم على عائلات ممتدة. كما يشير غياب المنشآت العسكرية والمعابد والقصور والمباني الأثرية الأخرى إلى أن سكان هذه القرى كان لديهم مجتمع قبلي غير هرمي.
تشير السمات الأخرى للاكتشافات الأثرية، التي توفر معلومات حول تقنية وطرق إنتاج "الإسرائيليين الأوائل"، إلى درجة عالية من التنظيم والكفاءة في الزراعة: زراعة مدرجات واسعة النطاق. وصناعة صهاريج منحوتة في الصخر، والصوامع ومرافق التخزين الأخرى. هذه ليست دائما تقنيات جديدة، كما هو الحال الصوامع، التي لم تكن معروفة إلى حد كبير في العصر البرونزي: إذ تتمتع التكنولوجيا باستمرارية من العصر البرونزي الكنعاني (مثل الصهاريج والمدرجات)، إلا أن نشرها وتشغيلها نحو اقتصاد متجانس وموحد هي الابتكار الحقيقي. وهكذا، تُفسر الاكتشافات على أنها دليل على زراعة الكفاف، التي كان أسلوب إنتاجها يعتمد على الأسر الممتدة، ولكنها كانت قادرة على إنتاج فائض السلع اللازمة للتبادل - ولكن أيضا للتغلب على الجفاف والأوبئة. تتناسب اكتشافات العظام أيضًا مع صورة زراعة الكفاف: تهيمن الأغنام والماعز والأبقار والحمير على الحيوانات (من ناحية أخرى، لا تشكل الخنازير سوى واحد بالمائة من الإجمالي). إن تقييم الاكتشافات الفخارية مثير للجدل، والذي، وفقًا لديفر، يظهر استمرارية شبه كاملة مع الإنتاج الكنعاني، ووفقًا لفينكلشاتين، "يقف بشكل عام في تناقض حاد" معه.
بصرف النظر عن منشأتين عبادتين تعتبران من المنشآت الإسرائيلية المبكرة - ما يسمى بـ "موقع الثور" والمذبح على جبل عيبال - لم تُكشف بقايا لمواقع عبادة أو مواقع دفن مرتبطة بالقرى الإسرائيلية المبكرة. المثال الوحيد للمعبد الكنعاني الذي استخدمه الإسرائيليون الأوائل كمكان للعبادة هو حصن المعبد في شكيم، والذي حدده مكتشفه جورج إرنست رايت Wright على أنه معبد بعل أو البعل بريت المذكور في سفر القضاة. 9: 4/ 46.

## النماذج التفسيرية التاريخية

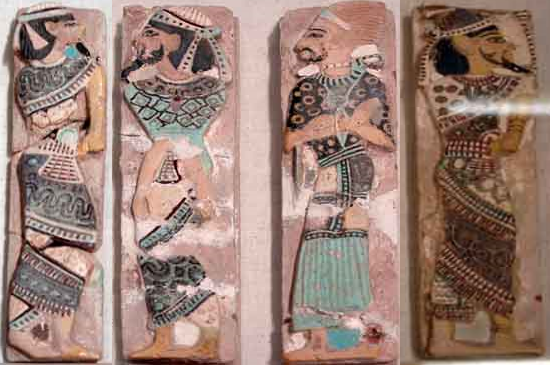
أسرى كنعانيون وزعيم الشاسو. من مجموعة بلاطات رمسيس الثالث

ناقش الدارسون غزو بنو إسرائيل لكنعان في الأبحاث المرتبطة بدراسات أصل إسرائيل، وقد لعب التقييم العام للمرويات التوراتية دورًا حاسمًا. وشكلت " الفرضية الوثائقية الأحدث" التي كتبها يوليوس فلهاوزن مساهمة كبيرة في النقد النصي لأقدم مرويات العهد القديم حول إنشاء أسفار موسى الخمسة. وسفر يشوع، والتي، من بين أمور أخرى، تؤرخ أجزاء من هذه النصوص إلى النصف الثاني من الألفية الأولى ق.م، وكذلك أثرت بشكل كبير على الدراسات اللاحقة إذ جرى التشكيك بالنصوص عدة مرات. وفي العقود الأخيرة من القرن العشرين م، جرى أيضًا إعادة تعريف وانتقاد مفهوم كتابة تاريخ الثقافات في محيط العهد القديم. وفي سياق إعادة التفكير هذه، قام العديد من مؤرخي العهد القديم بإبراز مسألة "المكانة الحياتية Sitz im Leben" في كتابة تاريخ العهد القديم.
بالإضافة إلى التأريخ اللاحق للروايات العهدينية ووضع تأريخ العهد القديم في سياق مملكة إسرائيل المتأخرة، فقد انعكس على مقاربة "حدنوية" عهدينية، خاصة فيما يتعلق بالقصص البطاريركية وقصص الخروج بالإضافة إلى الروايات في أسفار يشوع والقضاة. وقد أدى هذا الموقف في بعض الأحيان إلى ظهور "مقاربات تنقيحية" لتاريخ إسرائيل المبكر والمبالغة في تقييم المصادر الأثرية وغير العهدينية.

### الاستيلاء على الأرض وفقا لتوليف القرن التاسع عشر م
ظلت الدراسات التاريخية لغزو كنعان راسخة إلى حد كبير في تفسيرات النص العهديني حتى بداية القرن العشرين م. ميز هيرمان جوته Hermann Guthe موجتين من هجرة القبائل الإسرائيلية إلى كنعان (على جانبي نهر الأردن). أدت الموجة الأولى إلى احتلال مناطق الضفة الشرقية من قبل " قبائل ليئة " ( رأوبين، شمعون، لاوي، ويهوذا ). كان الدور الذي لعبه موسى في ذلك موضع شك بالنسبة لجوته؛ ومن المحتمل أنه بقي بالقرب من تابوت العهد ولم يصل إلا بعد ذلك إلى الضفة الشرقية، حيث فُقد أثره. ثم غزت قبائل شمعون ولاوي ويهوذا الضفة الغربية وحاولت الاستقرار بالقرب من شكيم، ولم ينجح سوى سبط يهوذا في جنوبها جزئيًا (تك 38؛ يش 15: 13 وما يليها). وترتبط قصة دينة (تك 34) مع فشل هذه المحاولة. أما موجة الهجرة الثانية فقد قادتها " قبائل راحيل "، وخاصة قبيلتي يوسف من أفرايم ومنسى، بقيادة يشوع. كل تلك المدن الكنعانية التي قاومت عسكريًا غزو الإسرائيليين تعرضت للإبادة والتدمير. واحتل "بيت يوسف" المناطق الواقعة بين سهل يزرعيل في الشمال ووادي بيت حنينا في الجنوب، مما مهد الطريق أمام قبائل إسرائيل الأخرى للاستيطان. "لقد أخذ سبط يوسف-إسرائيل حروب الرب على محمل الجد، أي كانوا أكثر قسوة من القبائل الأخرى، وذلك طبقًا لحقيقة أن هذه القبيلة، باعتبارها الحامل الفعلي للدين الجديد، دخلت كنعان بالتابوت المقدس، رمز إله الحرب." استنادًا إلى لوحة مرنبتاح، يمكن تأريخ هذا “الفتح الثاني” إلى الفترة ما بين 1230 و1200 ق.م، وفقًا لجوته: يُظهر نقش مرنبتاح أيضًا أن بني إسرائيل أو قبائل يوسف فقط عاشوا في الفترة المذكورة وكان عليهم القتال ضد المصريين في كنعان. يعود نجاح غزو الأراضي إلى ضعف سيطرة مصر على المدن الكنعانية وعدم وجود وحدة بين الملوك السورييين الكنعانيين. تم تقسيم سكان كنعان غير الإسرائيليين وحدهم إلى سبع مجموعات، وهم الأموريون والجِرجاشِيِّون والحثيون والحويون واليبوسيون والكنعانيون والفرزيون.
بعد الاستقرار، حدث انتقال تدريجي إلى أسلوب حياة زراعي، بمزيد من المواجهات والتحالفات السلمية مع الكنعانيين، والهجرات الداخلية والنزاعات مع البدو الرحل الآخرين الذين غزوا كنعان.

### نموذج الغزو
أول من اقترح نموذج الغزو في نهاية القرن التاسع عشر م وليم ف. أولبرايت، ثم طوره جورج إرنست رايت فيما بعد بطريقة تتسق مع التفاصيل الجغرافية للرواية في سفر يشوع 1-12. وفقا لهذا النموذج، فمن الممكن من حيث المبدأ أن البدو، الذين لم يأتوا جميعا من مصر، دخلوا كنعان في سياق عدة موجات من الهجرة وشكلوا أنفسهم هناك كبني إسرائيل: يمكن إرجاع آثار الدمار المثبتة من الناحية الأثرية إلى الاشتباكات التي وقعت مع الكنعانيين. كشف هذه الآثار أولبرايت نفسه في تل بيت مرسيم، والذي حدده بموقع دبير، ومن قبل رايت في بيتين، التي هي على الأرجح بيت إيل، ويعود تاريخها إلى العصر البرونزي المتأخر. كما اتبع علماء الآثار والمؤرخون الإسرائيليون مثل بنيامين مزار ويغائيل يادين وأبراهام مالامات هذا النموذج حتى السبعينيات.
كانت المساهمات في التشكيك في نموذج الغزو الذي وضعه أولبرايت ورايت عبارة عن دراسات متجددة في المقام الأول لتأريخ "المدينة الرابعة" التي دمرتها النيران في تل السلطان/ أريحا واستكمال الحفريات في التل. بالنسبة لتدمير أريحا، اقترح جون جارستانج تأريخًا نحو عام 1400 ق.م، وهو ما كان متسقًا مع ما يسمى "بالتأريخ المبكر" للخروج. وبعد إعادة الفحص بين عامي 1950 و1960م، حددت عالمة الآثار كاثلين كينيون التدمير بنحو عام 1550 ق.م وربطته بطرد الهكسوس من مصر. ونادرا ما تم الطعن في نتائج كينيون في الدراسات اللاحقة. كما ساهم عدم وجود آثار استيطان بين عامي 2400 و1200 ق.م في التل، والتي حددها جارستانغ بـ عاي العهدينية بناءً على الأوصاف الجغرافية في يش 7: 2.5 و8:11، في زعزعة نموذج أولبرايت-رايت.

### نموذج الهجرة، نموذج الاختراق
نموذج الاختراق الذي دعا إليه ألبريشت ألت ومارتن نوت، والذي استبعد الاستيلاء على كنعان من قبل بني إسرائيل الموحدين تحت قيادة يشوع، يعتمد في المقام الأول على وجهة النظر القائلة بأن سفر يشوع هو سرد إتيولوجي. وفقًا لـ ألت، فإن غزو الأراضي كان نتيجة للاستقرار البطيء للبدو الرحل، على الرغم من أن الصراعات المسلحة مع السكان الكنعانيين لا يمكن أن تحدث إلا في المرحلة اللاحقة من "التوسع في الأراضي". وفقاً لنوت، كانت العملية مماثلة لتوطّن البدو الرحل اليوم في الشرق الأوسط. وأشار لاحقًا إلى أنه لا يوجد أي دليل ينسب التدمير المثبت أثريًا إلى بني إسرائيل.
في رأي نوت، كانت الرابطة الأمفيكتيونية Amphictyonic شكلاً من أشكال تنظيم السكان المستقرين الذي أخذ في الاعتبار التقسيم المعروف لإسرائيل إلى قبائل وكان متوافقًا مع نموذج الهجرة. انتقد جورج فوهرر Fohrer، ورولاند دي فو de Vaux، وكورنيليس هندريك جان دي جيوس de Geus، من بين آخرين، أطروحة الأمفيكتيونية بالإشارة إلى التمثيلات العهدينية، التي لا تكشف عن شكل صارم من التنظيم لبني إسرائيل ما قبل المملكة. كما اتبع عالم الآثار الإسرائيلي يوحنان أهاروني هذا النموذج. لكن بحسب أهروني، حدثت مواجهات خاصة مع الكنعانيين الشماليين في المراحل الأولى من الاستيطان وحتى تدمير حاصور. وفقًا لجوزيف كالاواي Callaway، لم يكن السكان الذين غزوا من البدو الرحل: فقد اندلعت موجات الهجرة بسبب الحروب، ونتيجة لذلك لجأ الإسرائيليون المستقبليون إلى جبال فلسطين.

### نموذج الثورة
وفقًا لجورج إي. مندنهال Mendenhall، لم يكن الإسرائيليون من البدو الرحل، بل كانوا من السكان الريفيين "المحرومين اجتماعيًا" من جذورهم، يتوافقون مع العبيرو في رسائل العمارنة، والذين، تحت قيادة "مجموعة موسى" القادمة من مصر، ثاروا على سكان المدن الكنعانية. كانت جماعة موسى، التي أطلقت على نفسها اسم "إسرائيل"، تتمتع بولاء شخصي فردي وجماعي للإله يهوه. وأدى ذلك إلى التشكيك في سيادة ملوك المدن الكنعانية، ووفقًا لمندنهال، تسبب ذلك في انضمام السكان المتمردين إلى مجموعة موسى. رفض مندنهال وصف مقاربته السوسيولوجية بأنها "نموذج ثوري". ومع ذلك فقد ساد هذا المصطلح. وبعد عام 1962م، طور مندنهال نهجه بشكل أكبر ورأى أن بدايات بني إسرائيل كانت مبنية على أساس ديني أكثر.
ومن بين آخرين واصل جان دي جيوس ونورمان جوتوالد Gottwald، نموذج مندنهال. إذ قام جوتوالد بتعديل النظرية الماركسية حول "نمط الإنتاج الآسيوي" بخصائص مجتمعات قرى الفلاحين وسلطة مركزية قوية. هذا الأخير غير موجود في فلسطين، وهو ما يفسره جوتوالد بحقيقة أنه، على عكس بلاد ما بين النهرين ومصر، لم تكن هناك حاجة للحفاظ على نظام ري منظم بشكل متقن. لم يأخذ نموذج جوتوالد في الاعتبار سوى القليل من روايات موسى والخروج، وأرَّخ صعود قوة السكان غير الحضريين بين عامي 1350 (فترة العمارنة) و1225 ق.م. وواقعة كشف الآثاريين مستوطنات العصر الحديدي المبكرة غير المحصنة في منطقة كنعان الجبلية دعمت أطروحة جوتوالد حول التطور المستقل للمجموعات السكانية خارج دول المدن الكنعانية. بالنسبة لهذه المجتمعات القروية، كان لعبادة يهوه "قوة محفزة". وفقا لجوتوالد، استمرت التقاليد الأخلاقية والدينية القبلية/القروية في التأثير كنقد للدولة في القرون اللاحقة، مما يعني أنه يجب على جوتوالد استخلاص استنتاجات من نصوص العهد القديم اللاحقة حول وعي سكان القرى الفلسطينية في أواخر العصر البرونزي.
تم رفض عمل جوتوالد بشكل رئيسي بسبب الطابع الماركسي لأطروحاته وتعرض في بعض الأحيان لانتقادات شديدة - ليس أقلها من قبل مندنهال نفسه. من ناحية أخرى، جرى تقدير تركيز جوتوالد على دور العنصر المحلي في ظهور إسرائيل وحداثة الطابع الاجتماعي والأنثروبولوجي لنهجه في أبحاث العهد القديم وعلم الآثار الكتابي على نطاق واسع.
و اتبع روبرت كوت، ومارفين تشاني، ووليام ديفر، من بين آخرين النموذج الثوري، مع بعض التعديلات. وفقًا لكوت، كان الإسرائيليون الأوائل من الكنعانيين الذين استقروا في المناطق العليا من كنعان وانخرطوا في الزراعة: إذ نظموا أنفسهم في رابطة قبلية، والتي روج لها المصريون، على الأقل في البداية. وفقًا لتشاني وديفر، لا يمكن تفسير ظهور الجماعات الإسرائيلية المبكرة بحركة ذات دوافع دينية، كما اقترح مندنهال وجوتوالد وآخرون. بل كان لتأسيس وتماسك السكان الإسرائيليين الأوائل في المرتفعات خلفية اقتصادية: ظهرت هذه المجموعات من اتحاد العناصر الكنعانية التي اضطرت إلى مغادرة مناطق دول المدن في السهل الساحلي وطورت شكلا من أشكال التنظيم الاجتماعي الذي كان مرتبطًا وظيفيًا بالتحديات الجديدة للحياة الزراعية في المرتفعات.

### المقاربتان "الحدنوية" و"التنقيحة".
تمثل المقاربات الحديثة في البحث الأكاديمي حول ظهور إسرائيل فرضيات نيلز بيتر ليمكي Lemche، وفولكمار فريتز Fritz، وغوستا ألستروم Ahlström وآخرين، والتي تعبر عن "الحدنوية" تجاه النص العهديني.
رفض ليمكي نماذج الغزو والهجرة وأشار إلى أنه لا يوجد دليل أثري على هجرة الإسرائيليين المتأخرين إلى أرض كنعان: لا يمكن افتراض مثل هذا الأصل إلا على أساس الروايات التوراتية. ووفقا لليمكي، فإن النصوص العهدينية ليست مصدرًا تاريخيًا لأن معظمها كُتب بين القرنين الخامس والثاني ق.م، وخاصة سفر يشوع، وله طابع خيالي. كما انتقد ليمكي بشدة جوتوالد، الذي كان استخدامه للبيانات الأنثروبولوجية قديمًا وغير مناسب. وفقا ل "فرضية التطور" عند ليمكي، ظهر الإسرائيليون الأوائل كاتحاد لمجموعات أو قبائل من العبيرو وأصبحوا معروفين كشعب بعد حملة مرنبتاح.
يعتبر فولكمار فريتز أيضًا أن روايات سفر يشوع هي أساطير ويفترض أن الإسرائيليين الأوائل كانوا "بدوًا ثقافيًا" على الأرض ولا يمكن تحديدهم بالعبيرو وعاشوا في "علاقة تكافلية" مع السكان الكنعانيين.
طور غوستا أهلستروم Ahlström فرضية مفادها أن الإسرائيليين الأوائل كانوا جزءا من سكان السهل الكنعاني، الذي تراجع في أزمة العصر البرونزي المتأخر إلى منطقة صغيرة من كنعان - وهي نفس المنطقة التي يقول أهلستروم إنها تسمى "إسرائيل" في لوح مرنبتاح. وأنه من الممكن أيضًا أن يكون هؤلاء السكان قد استوعبوا العبيرو ولا يمكن تحديدهم على أنهم شعب إسرائيل إلا خلال فترة المملكة.
ييتهم ويليام جي ديفير Dever المواقف البحثية التنقيحية التالية، والتي يصفها بأنها "عدمية"، بصبغة أيديولوجية واضحة: يرى فيليب ر. ديفيز Davies أن "إسرائيل القديمة" هي اختراع أكاديمي وأنه أنه لا يمكن معرفة أي شيء عن "إسرائيل التاريخية": فالبحث يجري على "بناء اجتماعي". ووفقاً لكيث وايتلام Whitelam، فإن هذا الاختراع الأكاديمي يسير جنباً إلى جنب مع "مصادرة" و" إسكات" تاريخ "الفلسطينيين الأصليين". وفقا لتوماس ل. طومسون، فإن الكتاب المقدس العبري هو عمل أدبي من الفترة الهلنستية. وبناء على ذلك، فإن "إسرائيل" هي "بنية أسطورية"، ومسألة أصلها "ليست مسألة تاريخية، بل هي مسألة لاهوتية وأدبية".

### مزيد من المحاولات للتوليف التاريخي الأثري
يرى الآثاري إسرائيل فينكلشتاين أن بنو إسرائيل ظهروا إلى حيز الوجود نتيجة "إعادة توطين" أجزاء من السكان الكنعانيين الذين أصبحوا من البدو الرحل في فترة أزمة العصر البرونزي المتأخر. إذ أكمل السكان المستوطنون هجرة بطيئة نحو الأجزاء الغربية من كنعان وتسببوا في النمو السكاني المثبت أثريًا في المرتفعات الفلسطينية في أوائل العصر الحديدي. تحول هؤلاء الناس إلى حياة زراعية مستقرة بعد انهيار التوازن بين الأجزاء المستقرة والبدو من السكان في كنعان في القرن الثاني عشر ق.م. ونتيجة لانخفاض إنتاج السلع الزراعية في القرى الكنعانية، اضطر البدو الآن إلى العمل في الزراعة لإنتاج الحبوب. وعلى النقيض من القرى الجبلية الفلسطينية على سبيل المثال، لم يُعثر على عظام لحم خنزير في مستوطنات جبال غرب نهر الأردن، وهو ما يراه فينكلشتاين مؤشرا على تشكيل هوية مشتركة من خلال الأنظمة الغذائية.
تبنى علماء آثار إسرائيليون آخرون مثل آدم زرتال وموشيه كوخافي وشلومو بونيموفيتز فرضيات فينكلشتاين. ومع ذلك، بدلا من الهجرة بين الشرق والغرب، يفترض بونيموفيتش تراجع الرعاة الرحل وغيرهم من المجموعات غير المستقرة من السهول إلى جبال فلسطين. انتقد لورانس إي. ستاجر ووليام ديفر مواقف فينكلشتاين بحجة أن الزيادة في عدد السكان في مرتفعات فلسطين في العصر الحديدي الأول، كما يتضح من البيانات الأثرية، لا تتوافق مع هجرة البدو الرحل داخل كنعان.
يشير ستيفن أ. روزن Rosen وجونار ليمان Lehmann إلى أنه في أبحاث القرن العشرين م، تم طرح أطروحات حول أسلوب حياة بدوية أو "شبه بدوية" للإسرائيليين، والتي اعتمدت بيانات من البحوث الإثنوغرافية للبدو الحديثين في فلسطين. إن حقيقة صعود البدو إلى السلطة السياسية في شمال فلسطين في القرن الثامن عشر م. ومثلهم مجموعة سكانية كبيرة في شمال النقب في أوائل القرن العشرين م. كانت نتيجة لتطورات حديثة خاصة. "لا يمكن قبول فكرة وجود أعداد كبيرة من الرعاة القبليين المتنقلين والمستقلين حول منطقة زراعية مركزية مستقرة كنموذج للعصور القديمة، على الأقل ليس في استخلاص كم المماثلات الإثنوغرافية الحديثة من فلسطين".
رفض عالم المصريات دونالد ب. ريدفورد جميع التوليفات التي تم تطويرها حتى تلك اللحظة. وفقا لريدفورد، كان الإسرائيليون اللاحقون فرقة من بدو الشاسو الذين استقروا في جبال كنعان من الجنوب ولم يتركوا آثارًا يمكن التحقق منها إلا بعد تبني أنماط الاستيطان الكنعانية.

### قيمة سفر يشوع كمصدر في نماذج غزو الأرض
على الرعم من أن العديد مما يسمى بالمقاربة "الحدنوية" للبحث في الغزو قد تطورت في معارضة لتوليف أولبرايت-رايت لنموذج الغزو، فإن أوجه التشابه بينهما تقتصر بالكامل تقريبًا على تقييم الروايات العهدينية ولا تعطيها أي أهمية. مما يدل على وجود إجماع في الأبحاث الأثرية والتاريخية حول هذا الموضوع. إذ يُشار في كثير من الأحيان إلى مبالغة مزدوجة: فمن ناحية، وفي إطار نموذج الغزو، فُسرت البيانات العهدينية بشكل متكرر خارج النص وفهمت على أنها تقرير عن تدمير مفاجئ وواسع النطاق لفلسطين. على سبيل المثال، عزا رايت تدمير المدن الكنعانية إلى الإسرائيليين أكثر بكثير مما ذكره سفر يشوع. من ناحية أخرى، رُفض نموذج الغزو من قبل "الحدنويين" باعتباره مخلصًا جدًا للعهد القديم. لكن هؤلاء المؤلفين غالبًا ما يفسرون رواية العهد القديم عن الغزو على أنها وصف للدمار واسع النطاق لكنعان من أجل تسليط الضوء على الوضع الإشكالي للأدلة الأثرية. على سبيل المثال، فسر فينكلشتاين وسيلبرمان سفر يشوع باعتباره وصفًا لـ "حملة عسكرية خاطفة" نفذها "جيش ممزق" أو "فرقة فوضوية" تغلبت على "الحصون العظيمة" و" سائقي المركبات المدربين جيدًا". ويقال أنهم دمروا مدن الكنعانيين.
وقد أشار جيمس ك. هوفماير من وجهة نظر "محافظة" إلى أن سفر يشوع يصف تدمير ثلاث مدن فقط، وهي أريحا وعاي وحاصور. لكن هذا ليس السبب الوحيد الذي يجعل من غير الممكن بالضرورة افتراض تدمير جميع المدن الأخرى. حتى تكتيكات غزو بني إسرائيل التي يمكن افتراضها على أساس روايات العهد القديم لم تكن مبنية على الهجمات الجبهية والدمار الشامل: مثل هذا التدمير هو أكثر نموذجية للهجمات والحملات العقابية التي تقوم بها القوى الأجنبية، وليس لغزو أرض من قبل ناس يريدون الاستقرار في البلاد. كما أن السمات الأدبية لسفر يشوع لا تخلو من نظيرات في أدب الشرق الأوسط في الألفية الثانية والأولى ق.م: وهذا ينطبق على الطابع الديني لسرد العمليات العسكرية؛ للأوصاف المبالغ فيها لنصر وتدمير الأعداء؛ لإخفاء الهزائم المحتملة؛ ولتكرار القصص التي تروي نفس النصر عدة مرات لمؤلفين مختلفين؛ للتعداد النمطي للفتوحات على طريقة يشوع 10: 28-43، لجميع الميزات التي تم على أساسها تقييم روايات العهد القديم لغزو الأرض على أنه غير تاريخي.

## انظر ايضا
- العنف في الكتاب المقدس
- تاريخ إسرائيل (من حوالي 1500 قبل الميلاد إلى نهاية الدولة في 135 م)

## وصلات خارجية
- مشروع حفريات حاصور.).
- Jan Dönges (9 May 2011). "Auszug aus Ägyptens Archiven · Eine ägyptische Inschrift verschiebt die israelische Chronologie" (بDeutsch). Spektrum der Wissenschaft. Archived from the original on 2013-02-12. Retrieved 2011-07-17.{{استشهاد ويب}}:  صيانة الاستشهاد: لغة غير مدعومة (link)
- Siegfried Kreuzer: الاستيلاء على الأراضي.